# Гуров Леонід Симонович
Леоні́д Си́монович Гу́ров (нар. 3 липня 1910, Архангельське, Херсонська губернія — пом. 5 червня 1993, Кишинів) — український та молдавський композитор та педагог радянських часів, 1958 — заслужений діяч мистецтв Молдавської РСР, 1962 — професор, 1985 — народний артист Молдавської РСР, 1986 — лауреат Державної премії Молдавської РСР.

## Життєпис
1932 року закінчив Одеську консерваторію — клас композиції М. М. Вілінського та П. І. Молчанова, до 1941 року в ній викладав.
У 1934—1940 роках — секретар Одеського обласного відділення Союзу композиторів України — головою був його вчитель Н. Вілінський.
Під часі війни був в евакуації у Іркутську, викладач та заступник директора по навчальній частині Іркутського музичного училища.
Після повернення в 1945 році працює викладачем теорії музики та композиції у відновлюваній Д. Г. Гершфельдом Кишинівській консерваторії, 1947 — доцент.
У 1948—1956 роках — член президії Союзу композиторів Молдавії.
На прошення працював в консерваторії міста Тяньцзінь (Китай), 1958 року повертається в Кишинів.
У 1960—1964 роках — ректор Кишинівської консерваторії.
1962 року — професор консерваторії (Інститут мистецтв ім. Г. Музическу).
Як композитор використовував пізньоромантичні та імпресіоністські прояви, котрі поєднував з молдавським фольклором.
Музичні критики зараховували його до ряду впливових музичних педагогів по композиторів в Молдові.
Як педагог, підготував серед інших Л. С. Берова, Василя Загорського, М. В. Кафтаната, Соломона Лобеля, Семена Лунгула, І. Б. Мілютіна, Георгія Нягу, П. Б. Рівіліса, А. Г. Стирчу, Злату Ткач, Давида Федова.
Деякі з його творів:
- 1933 — «Колискова» на тему молдавської народної пісні, слова Л. Корняну,
- 1934, 1959 — Дві сонати для скрипки та фортепіано,
- 1935 — для хору з фортепіано — кантата на народні слова «Листок чумизи»,
- 1938, 1946 («Чапаєв») — дві симфонії,
- 1949 — «Дитяча сюїта для фортепіано»,
- 1949 — «Ювілейна кантата» — до 25-річчя Молдавської РСР — разом з Д. Г. Гершфельдом та М. С. Пономаренком, на слова А. Лупана та П. Крученюка,
- 1955 — Каприччіо для арфи на молдавські народні теми,
- 1958 — балада «Гладіатор» (на слова Лермонтова),
- 1987 — «Рахманіана» — сюїта для оркестру,
- Концерт для арфи та органу з оркестром,
- Кантати, обробки народних пісень, романси, хори.

Педагогічні праці:
- 1950 — «Ладові та метро-ритмічні особливості молдавської народної музики»,
- 1960 — «До питання про функції та колорит в гармонії»,
- 1974 — «Акорди нетерцової структури — їх походження та застосування в творчій практиці»